# Шашин, Валентин Дмитриевич
Валенти́н Дми́триевич Ша́шин (3 [16] июня 1916, Баку — 22 марта 1977, Москва) — советский государственный деятель, многолетний руководитель нефтяной отрасли СССР.

## Биография
Родился 3 (16) июня 1916 года в Баку, в семье кадрового рабочего-нефтяника Дмитрия Тимофеевича Шашина. По окончании 8-летней школы работал учеником токаря.
В 1936 году окончил Стерлитамакский (Ишимбайский) нефтяной техникум, два года проработал в каротажной партии треста «Ишимбайнефть».
В 1939 году поступил в Грозненский нефтяной институт и после первого курса перевелся в Московский нефтяной институт, который закончил уже в годы войны в 1943 году по специальности «инженер по разработке нефтяных и газовых месторождений». Принимал участие в обороне Москвы, за что награждён медалью. Член Коммунистической партии с 1945 года.
В 1947—1953 годах — главный инженер, затем управляющий трестом «Башнефтеразведка». В 1953—1956 годах — заместитель по бурению начальника объединения «Татнефть». В 1956—1960 годах — начальник объединения «Татнефть».
В 1960—1965 годах — начальник Главного управления нефтяной и газовой промышленности Совета народного хозяйства РСФСР.
В 1965—1970 годах — министр нефтедобывающей промышленности СССР.
В 1970—1977 годах — министр нефтяной промышленности СССР.
Годы, когда В. Д. Шашин работал министром, были периодом самого интенсивного развития и огромного подъёма нефтяной отрасли СССР. В 1955 году в СССР добыли 93 млн тонн нефти, в 1960 — 148 млн тонн, в 1965—243 млн тонн (прирост за пятилетки — 55 и 95 млн тонн). За эти годы добыча нефти в стране увеличилась вдвое, бурными темпами развивалась добыча нефти в Башкирии, Татарии, Пермской и Куйбышевской областях, а также в главном добывающем регионе — Западной Сибири. При Шашине началась подготовка производства, техники и разработка технологии выхода на шельфы морей.
Член Центральной ревизионной комиссии КПСС (1966—1971). Кандидат в члены ЦК КПСС (1971—1976), член ЦК КПСС (1976—1977). Депутат Верховного Совета Татарской АССР 4-х созывов (1957—1977).
Похоронен на Новодевичьем кладбище.

### Семья
Валентин Дмитриевич был женат, имеет двоих детей. Супруга — Лидия Филипповна Шашина-Ильина, дочь — Татьяна Валентиновна Федорова, сын — Александр Валентинович Шашин.

## Награды и звания
- Четыре ордена Ленина (19.03.1959; 23.05.1966; 25.08.1971; 15.06.1976)
- Орден Трудового Красного Знамени (8.05.1948)
- Медаль «За трудовое отличие» (15.05.1951)
- Медаль «За оборону Москвы»
- Медаль «За доблестный труд в Великой Отечественной войне 1941-1945 гг.»
- Лауреат Ленинской премии (1976)

## Память
- В. Д. Шашин — один из первых почётных граждан г. Ишимбая. Вновь учреждённое почётное звание присвоено ему 7 июня 1972 года.
- Его именем названа улицы в городах Бугульме, Ишимбае, Лениногорске, Альметьевске.
- Именем министра названо буровое судно ледового класса «Валентин Шашин».
- ПАО «Татнефть» имени В. Д. Шашина.

### Воспоминания
По воспоминаниям бывшего старшего инженера НГДУ «Ишимбайнефть» А. Сагадеева, Валентин Шашин подал скульпторам Тамаре Нечаевой и Борису Фузееву свою идею монумента первооткрывателям башкирской нефти в Ишимбае, созданного в 1967—1969 годах: человек раздвигает скалы, чтобы открыть богатства земных недр. По совету Шашина, бывшего в то время министром нефтяной промышленности СССР, монумент изготовили из серого запорожского гранита (А. Сагадеев. Им памятник — наш город // газ. Восход, 19 августа 2014, № 127—128 (12867—868), С. 2). Памятник стал главным символом города-пионера башкирской нефти Ишимбая и всей нефтедобывающей промышленности Башкирии.
Также Валентин Шашин проявил инициативу в деле сохранения исторической скважины № 702, положившей началу «Второго Баку», которая 16 мая 1932 года в 11 часов 30 минут с глубины 680,15 метра выбросила первый 36-метровый фонтан промышленной нефти в Башкирии. Историческая вышка законсервирована и превращена в 1967 году в мемориальный комплекс «Вышка-бабушка» (А. Сагадеев. Им памятник — наш город // газ. Восход, 19 августа 2014, № 127—128 (12867—868). С.2).

### Юбилейная конференция, посвящённая 85-летию со дня рождения
Юбилейная конференция, посвященная 85-летию со дня рождения В. Д. Шашина, проходила в Москве, 22 июня 2001 года.
На ней присутствовали родные — вдова Лидия Филипповна Шашина-Ильина, дочь Татьяна Валентиновна Фёдорова и те, кто проработал рядом с ним, под его руководством многие годы: генеральный директор АО «РИТЭК» В. И. Грайфер, председатель Совета пенсионеров-ветеранов войны и труда НК «Роснефть» Т. Ф. Рустамбеков, ректор РГУ нефти и газа им. И. М. Губкина А. И. Владимиров, заместитель министра иностранных дел В. И. Калюжный, другие профессионалы нефтяной отрасли, занимавшие ответственные должности в период расцвета нефтегазовой промышленности (И. И. Лещинец, Е. И. Осадчук, Г. И. Шмаль, В. И. Игревский, Л. Д. Чурилов, Н. М. Еронин, П. А. Арушанов, А. М. Жданов, В. И. Тимонин, Р. Х. Фаткуллин, А. С. Парасюк, И. П. Кузнецова, Ю. М. Марков, Г. П. Гирбасов, Р. Я. Исакович, Б. И. Кузьмин, И. Д. Пустовойтов, Л. Г. Лазарева, К. С. Басниев, Н. А. Савостьянов и др.) вспоминали о Валентине Дмитриевиче, встречах с ним.
Участники конференции приняли решение продолжить работу по сохранению памяти выдающихся деятелей нефтяной и газовой промышленности, ушедших из жизни. Центральному правлению НТО НГ им. акад. И. М. Губкина рекомендовано опубликовать материалы конференции.
В связи с 85-летием со дня рождения Шашина В. Д. ветераны-нефтяники решили обратиться к Правительству Москвы и ОАО «НК „Роснефть“» с просьбой об установке мемориальной доски на доме 26/1 по Софийской набережной (здании бывшего Министерства нефтяной промышленности СССР), где в 1965—1977 гг. работал Валентин Дмитриевич Шашин.